# Urcuit
Urcuit (Baskisch: Urketa) is een gemeente in het Franse departement Pyrénées-Atlantiques (regio Nouvelle-Aquitaine). De plaats maakt deel uit van het arrondissement Bayonne. Urcuit telde op 1 januari 2022 3.006 inwoners.

## Geografie
De oppervlakte van Urcuit bedroeg op 1 januari 2022 13,69 vierkante kilometer; de bevolkingsdichtheid was toen 219,6 inwoners per km².

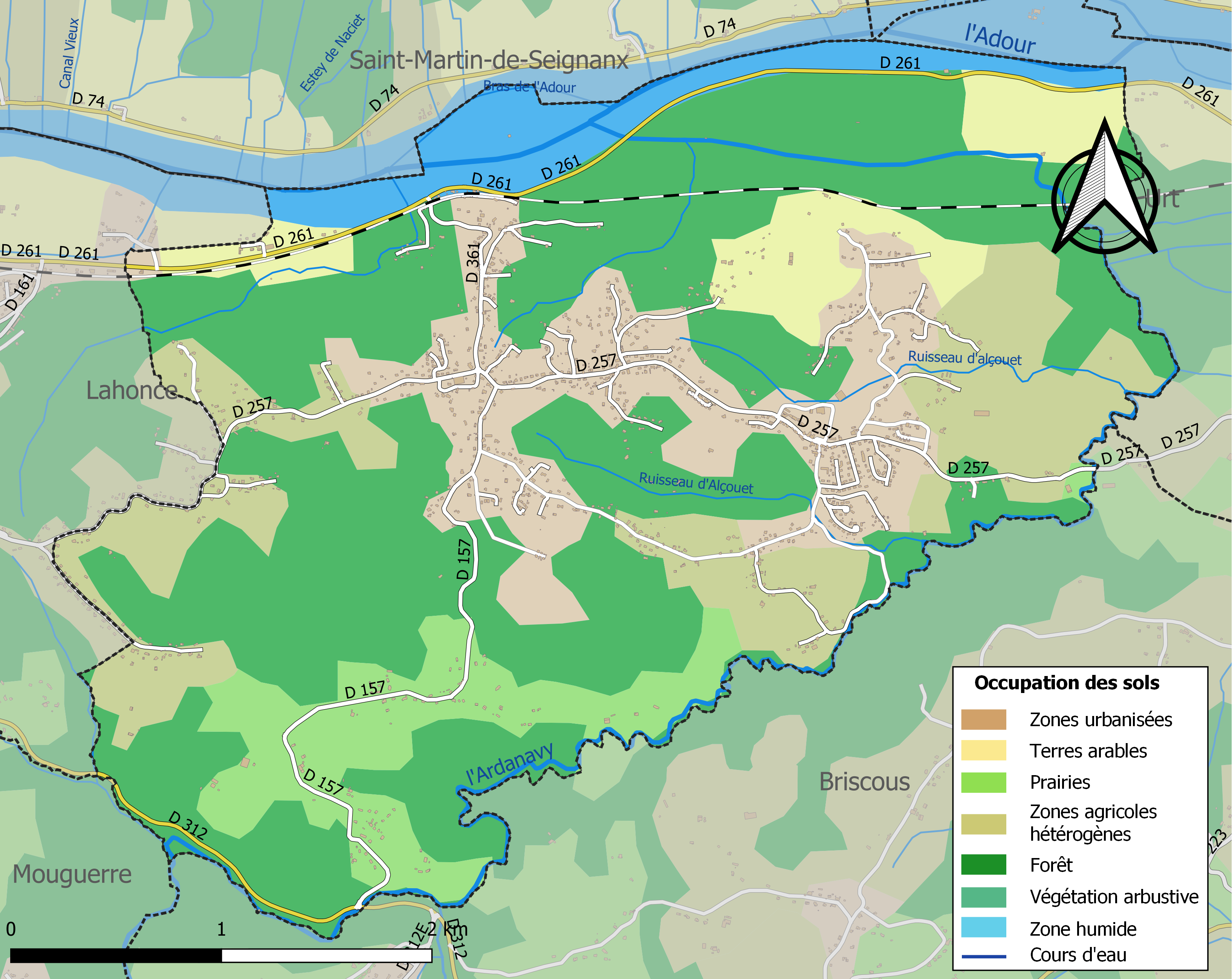
Kaart van de gemeente met de belangrijkste infrastructuur, bodemgebruik en omliggende gemeenten

## Demografie
Onderstaande figuur toont het verloop van het inwonertal (bron: INSEE-tellingen).